# Dœuil-sur-le-Mignon
Doeuil-sur-le-Mignon är en kommun i departementet Charente-Maritime i regionen Nouvelle-Aquitaine i västra Frankrike. Kommunen ligger  i kantonen Loulay som ligger i arrondissementet Saint-Jean-d'Angély. År 2022 hade Doeuil-sur-le-Mignon 373 invånare.

## Befolkningsutveckling
Antalet invånare i kommunen Doeuil-sur-le-Mignon
Referens:INSEE